# Acroneuria internata
Acroneuria internata is een steenvlieg uit de familie borstelsteenvliegen (Perlidae). De wetenschappelijke naam van de soort is voor het eerst geldig gepubliceerd in 1852 door Walker.
De soort komt voor in de Verenigde Staten.